# Озик, Синтия
Синтия Озик (англ. Cynthia Shoshana Ozick, род. 17 апреля 1928 года, Нью-Йорк) — американская новеллист, романист и эссеист.
Второй ребёнок в семье еврейских эмигрантов из Глуска — Силии (Цили) Регельсон и Уильяма Озика, владельцев аптеки. Племянница еврейского поэта (на иврите) и журналиста (на идише) Авраама Регельсона (1896—1981). Росла в Бронксе. Она получила степень бакалавра искусств в Нью-Йоркском университете и магистерскую степень по английской литературе в Университете штата Огайо.
Художественные произведения и эссе Озик часто посвящены жизни американских евреев, но она также выступает по широкому кругу вопросов, включая политику, историю и литературную критику. Кроме того, она пишет и переводит стихи. Д. Ф. Уоллес считал Озик одним из лучших авторов в современной Америке.

## Признание
- Четырёхкратный лауреат премии О.Генри.
- 1984 — Американская литературная премия ПЕН/Фолкнер
- В 1986 году Озик была выбрана в качестве первого победителя премии Ри за лучший рассказ (Rea Award for the Short Story).
- Национальная премия литературных критиков (National Book Critics Circle Award) за 2000 год
- Премия университета имени Бар-Илана (2001).
- Озик вошла в шорт-лист Букеровской премии 2005 года.
- Национальная гуманитарная медаль США (2007).

## Произведения
Романы
- Trust (1966)
- The Cannibal Galaxy (1983)
- The Messiah of Stockholm (1987)
- The Puttermesser Papers (1997)
- Heir to the Glimmering World (2004)
- Foreign Bodies (2010)

Сборники рассказов
- The Pagan Rabbi and Other Stories (1971)
- Bloodshed and Three Novellas (1976)
- Levitation: Five Fictions (1982)
- Envy; or, Yiddish in America (1989)
- The Shawl (1989)
- Collected Stories (2007)
- Dictation: A Quartet (2008)

Сборники эссе
- All the World Wants the Jews Dead (1974)
- Art and Ardor (1983)
- Metaphor & Memory (1989)
- What Henry James Knew and Other Essays on Writers (1993)
- Fame & Folly: Essays (1996)
- Quarrel & Quandary (2000)
- The Din in the Head: Essays (2006)

Издания в России
- «Путермессер и московская родственница». Сборник рассказов. М., Текст, 2010.
- «Шаль». Сборник рассказов. М., Текст, 2012.
- «Кому принадлежит Анна Франк?». Сборник эссе. М., Текст, 2012.